# Ruský car

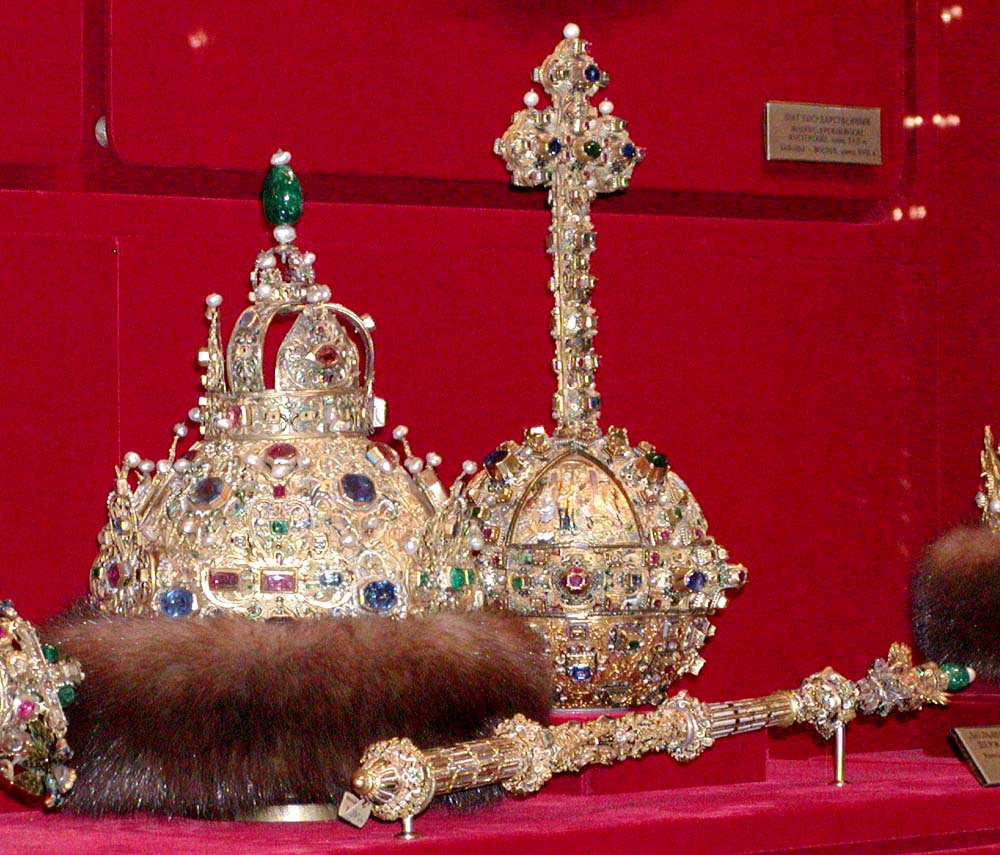
Korunovační klenoty ruských carů

Titul car představuje slovanský ekvivalent latinského slova caesar. Používali jej vládci v některých slovanských monarchiích, kromě Ruska (moskevského státu) také například v Bulharsku. 
V moskevském státě použil jako první titul car veliký kníže moskevský a vší Rusi Ivan III. Carský titul však nepřijal oficiálně a nebyl nikdy korunován, a to ani carem, ani velikým knížetem. Jako car se občas tituloval vedle oficiální titulatury kníže nebo pán celé Rusi (kňaz – gosudar vseja Rusi)  v korespondenci s méně významnými panovníky. Starší historiografie to dávala do souvislosti s Ivanovým sňatkem s byzantskou princeznou Sofií Palaiologovnou, neteří posledních dvou byzantských císařů Jana VIII. a  Konstantina XI., se kterou se kníže oženil několik let po pádu Konstantinopole do rukou Osmanů, případně s teorií Moskva třetí - třetí Řím, která však byla formulována až po Ivanově smrti. Současní badatelé tyto hypotézy odmítají a použití carského titulu Ivanem III. vidí jako důsledek dokončení sjednocení rurikovských knížectví pod svrchovaností Moskvy a růst prestiže moskevského státu. Ani  dvouhlavý orel  na pečeti Ivana III. nemusel nutně znamenat, že byl přijat z Byzance, neboť dvouhlavého orla měli ve svém znaku také římští císaři, se kterými navázala Moskva v době Ivanova panování diplomatické styky.  
Jeho nástupce Vasilij III. použil titul „car a vládce celé Rusi“ („car i gosudar vseja Rusii“) v návrhu rusko-habsburské spojenecké smlouvy, kterou v této podobě potvrdil císař Maxmilián I. Habsburský. Dědičně titul cara získal korunovací v roce 1547 Rurikovec Ivan IV. Hrozný a veliké knížectví moskevské se stalo tímto krokem  carstvím. Rusko-habsburské spojenecké smlouvy využil Petr I. Veliký, který se snažil odůvodnit starobylý nárok ruských carů na císařskou hodnost. Jelikož západní mocnosti v této době neuznávaly (dědičnou) císařskou hodnost titulu car, proto roku 1721 mu Senát udělil titul imperátor a tím se formálně potvrdil nárok ruských carů na dědičnou císařskou hodnost a de facto tím titul car získal vedlejší postavení a byl příležitostně použit pro označení Cara polskiho jako ruského cara jako !krále! Polska. Proto se mezi některými historiky dnes vedou spory o to, zda je ruský titul car císařský nebo jen královský. Posledním ruským carem byl Mikuláš II. z romanovské, respektive holštýnsko-gottorpské dynastie, sesazený v roce 1917.

## Tituly carské rodiny v Rusku
| rusky latinkou      | rusky azbukou       | česky                   | význam |
| ------------------- | ------------------- | ----------------------- | --- |
| Car                 | Царь                | car, zast. cař          | panovník (císař nebo král) |
| Imperator           | Император           | imperátor               | titul, který přijal Petr Veliký v roce 1721; titul car se od té doby užíval neoficiálně |
| Carica              | Царица              | carevna, zast. cařice   | panovnice nebo žena cara (císařovna nebo královna) |
| Imperatrica         | Императрица         | imperátorka             | panovnice nebo žena imperátora |
| Carevič             | Царевич             | carevič, zast. cařovic  | princ, syn cara nebo carevny (v době před Petrem Velikým), kromě toho titul carevič měli i někteří potomci samostatných tatarských chánů, např. potomci Kučuma měli titul sibiřský carevič                                                                       |
| Carevna             | Царевна             | carevice, zast. cařovna | princezna, dcera cara nebo carevny |
| Naslednik cesarevič | Наследник Цесаревич | následník cesarevič     | od r. 1797 titul následníka trůnu v mužské linii, plný titul následník cesarevič (Наследник Цесаревич), neformálně v Rusku zkracovaný do podoby „Наследник“ s velkým začátečním písmenem nebo řidčeji do podoby „Цесаревич“, rovněž s velkým začátečním písmenem |
| Cesarevna           | Цесаревна           | cesarevna               | žena cesareviče |
| Velikij kňaz        | Великий Князь       | velkokníže              | jeden z titulů cara, později (v imperátorském období) náležel synům, bratrům a (v mužské linii) i vnukům imperátora (bratrům imperátora nárok odebrán nařízením Alexandra III.)                                                                                  |
| Velikaja kňažna     | Великая Княжна      | velkokněžna             | princezna, dcera a dříve i sestra imperátora (sestrám nárok odebrán nařízením Alexandra III.) |

Z výše uvedeného je patrné, že čeština ne vždy používá názvy pro členy carské rodiny v souladu s jejich významem v ruském jazyce (viz carevna).

## Ruští carové

### Dynastie Rurikovců
Ivan IV. začal namísto původního označení velkokníže moskevský a vší Rusi užívat od roku 1547 titulu car.
- Ivan IV. Vasiljevič Hrozný (1533–1584), de facto vládl od 1538
- Fjodor I. Ivanovič (1584–1598, poslední z dynastie Rurikovců

### Mezidobí
- Boris Fjodorovič Godunov (1598–1605)
- Fjodor II. Borisovič (1605)
- Lžidimitrij I. (1605–1606)
- Vasilij IV. Ivanovič Šujskij (1606–1610)

V letech 1610–1612 interregnum.

### Dynastie Romanovců
- Michal Fjodorovič (1613–1645)
- Alexej I. Michajlovič (1645–1676)
- Fjodor III. Alexejevič (1676–1682)
- Ivan V. Alexejevič (1682–1696), do 1689 de facto vládla regentka Sofie Alexejevna
- Petr I. Alexejevič Veliký (1682–1725), do 1696 spoluvládce
- Kateřina I. Alexejevna (1725–1727), jiná dynastie
- Petr II. Alexejevič (1727–1730)
- Anna Ivanovna (1730–1740)
- Ivan VI. Antonovič (1740–1741), jiná dynastie, de facto vládla regentka Anna Leopoldovna
- Alžběta I. Petrovna (1741–1762)

### Dynastie Holstein-Gottorp-Romanov
- Petr III. Fjodorovič (1762)
- Kateřina II. Alexejevna Veliká (1762–1795), jiná dynastie
- Pavel I. Petrovič (1796–1801)
- Alexandr I. Pavlovič (1801–1825)
- Mikuláš I. Pavlovič (1825–1855)
- Alexandr II. Nikolajevič (1855–1881)
- Alexandr III. Alexandrovič (1881–1894)
- Mikuláš II. Alexandrovič (1894–1917)